# Kwak Ye-ji
Kwak Ye-ji (ur. 8 września 1992) – koreańska łuczniczka, mistrzyni i wicemistrzyni świata, złota medalistka igrzysk olimpijskich młodzieży. Startuje w konkurencji łuków klasycznych.
Największym jej osiągnięciem jest złoty medal mistrzostw świata w Ulsan (2009) w rywalizacji drużynowej i srebrny indywidualnie (przegrała w finale z rodaczką Joo Hyun-jung, w półfinale pokonując Polkę Karinę Lipiarską).